# Zemplínské vrchy
Zemplínské vrchy (slovensky Zemplínske vrchy, maďarsky Zempléni-szigethegység) jsou pohoří na jihovýchodě Slovenska. Patří do Matransko-slanské oblasti, která je součástí Vnitřních Západních Karpat. Táhnou se od severozápadu směrem na jihovýchod. Jejich jediným geomorfologickým podcelkem je Roňavská brána v západní části pohoří.
S rozlohou 101 km² patří mezi menší slovenská pohoří. Nejvyšší vrchol Rozhľadňa dosahuje výšky 469 m n. m. Zemplínské vrchy odvodňuje řeka Bodrog. Vrchy patří do teplé klimatické oblasti. Vyšší polohy pokrývá listnatý les, nižší – zejména jižní stráně – jsou využívané na pěstování ovoce.
Složení půd na jihozápadních výběžcích pohoří se zasloužilo o vznik Tokajské vinařské oblasti, která zasahuje na Zemplín z Maďarska.

## Geologie
Zemplínské vrchy jsou v geologické literatuře známé také jako zemplínský ostrov. Někteří autoři je chápou jako samostatnou tektonickou jednotku zemplinikum. Celé pohoří je obklopeno mladšími neogenními sedimenty východoslovenské pánve a neovulkanitů. Krystalinikum pohoří tvoří přeměněné horniny, hlavně svory, ruly, amfibolity a migmatity. Na slovenském území vystupují pouze na velmi malém území u Byště. V jejich nadloží se zřejmě v příkrovové pozici nacházejí karbonské a permské kontinentální sedimenty s menšími slojemi černého uhlí, převažují však slepence, pískovce a jílovce. Nacházejí se zde i triasové křemence, vápence a dolomity. Na okrajích se nachází miocenní ryodacity, andezity a bazalty.

## Vrcholy
- Rozhľadňa (469 m)
- Vysoký vrch (434 m)
- Chotárny vrch (413 m)
- Šimonov vrch (331 m)
- Čierna hora (325 m)
- Viničná hora (283 m)